# Renée Rienne
Renée Rienne es una asesina y espía que trabaja con Sydney Bristow en la serie de televisión de Alias. Rienne está interpretada por la actriz de cine y televisión Élodie Bouchez.

## Biografía
El padre de Renee Rienne, Luc Goursaud, estuvo implicado en otra parte del proyecto, como un sujeto de prueba para exámenes clínicos administrados por el Doctor Aldo Desantis. Luc aceptó las pruebas a cambio de una considerable aportación económica. Se desconoce a que tipo de pruebas estuvo sometido, pero treinta años más tarde, Desantis apareció dentro de una cámara criogénica con idéntico aspecto físico que el padre de Renee. Probablemente Profeta Cinco experimentó con el padre de Renee para desarrollar técnicas esperimentales de doblamiento genético, basadas en los informes de Lehman y Vaughn sobre el manuscrito. El padre de Renee de algún modo descubrió algo sobre los experimentos que lo asustó, y escapó con su hija por Europa. Renee juró venganza hacia Profeta Cinco.
Rienne se encuentra en la lista de los 10 más buscados por la CIA. Trabajó en secreto con Michael Vaughn durante siete años. Cuando conoció a Vaughn, le dijo que sus padres trabajaron juntos para Profeta Cinco. Renee ha sido responsable de numerosos crímenes, incluyendo el asesinato de un ministro de asuntos interiores turco, las muertes de tres agentes de la CIA en Serbia y el robo de un contenedor criogénico del Departamento de Investigación Especial.
Años más tarde, Rienne robó un contenedor criogénico pensando que el hombre que contenía era su padre. Cuando estuvo abierto, resultó ser Desantis el doctor que trabajaba para Profeta Cinco.
En el episodio " 30 Segundos, " Sydney le ofreció una posición en APO, pero Rienne lo rechazó ya que confía en muy pocas personas y se siente más cómoda trabajando por libre.
En una misión Rienne es asesinada por Anna Espinosa, quien se hacía pasar por Sydney.
- Datos: Q4347197